# Nappali pávaszem

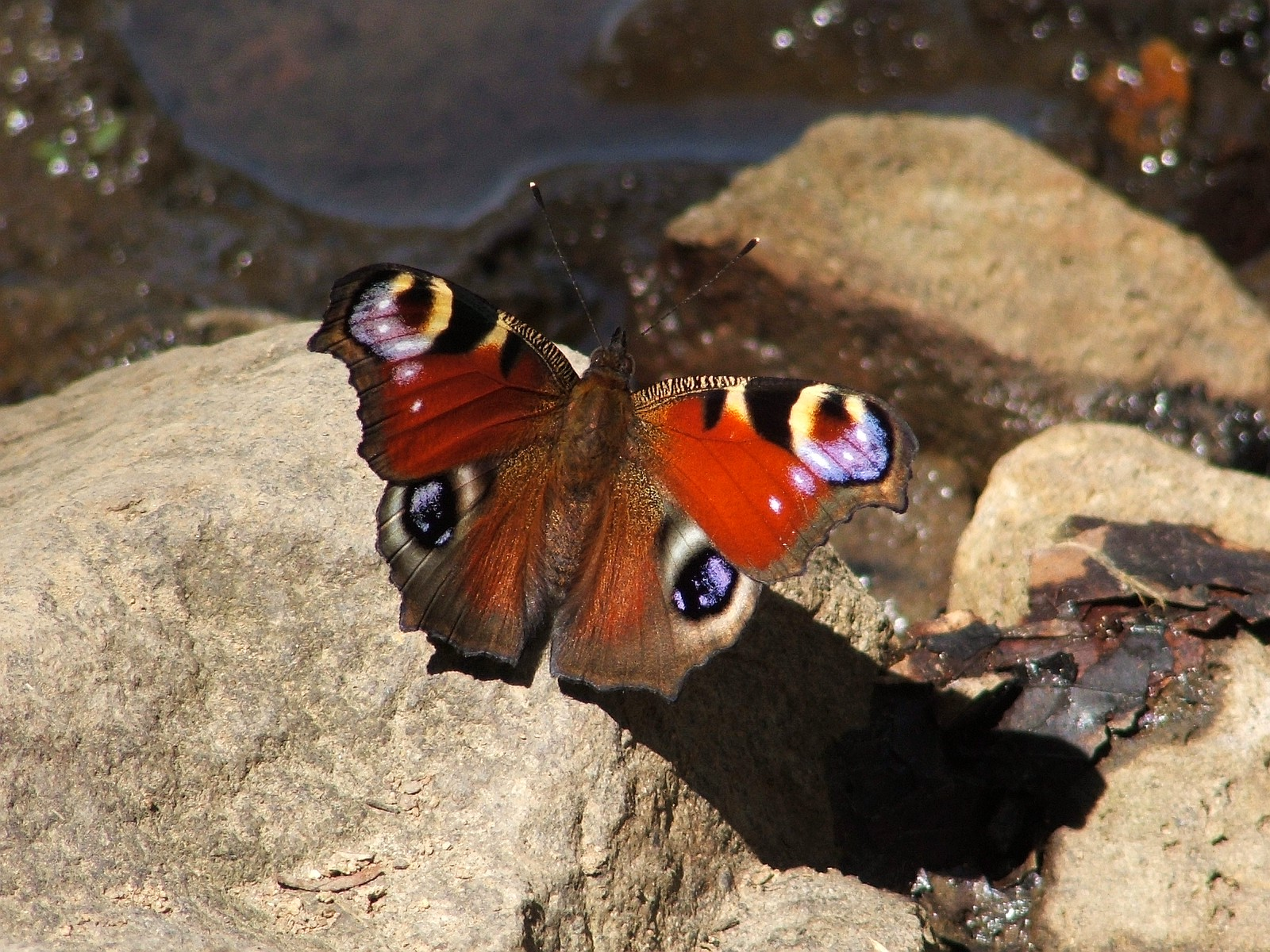
Nappali pávaszem lepke a Mátrában

A nappali pávaszem (Inachis io) a lepkék (Lepidoptera) rendjében a tarkalepkefélék (Nymphalidae) családjába sorolt Aglais nem faja. A legismertebb európai nappali lepkék közé tartozik. Nincsenek alfajai.

## Elterjedése
Európában a 60. szélességi fokig található meg, és Kréta kivételével a Földközi-tenger valamennyi nagyobb szigetén is előfordul. A legtávolabbi északról hiányzik, és Észak-Afrikában sem találni.

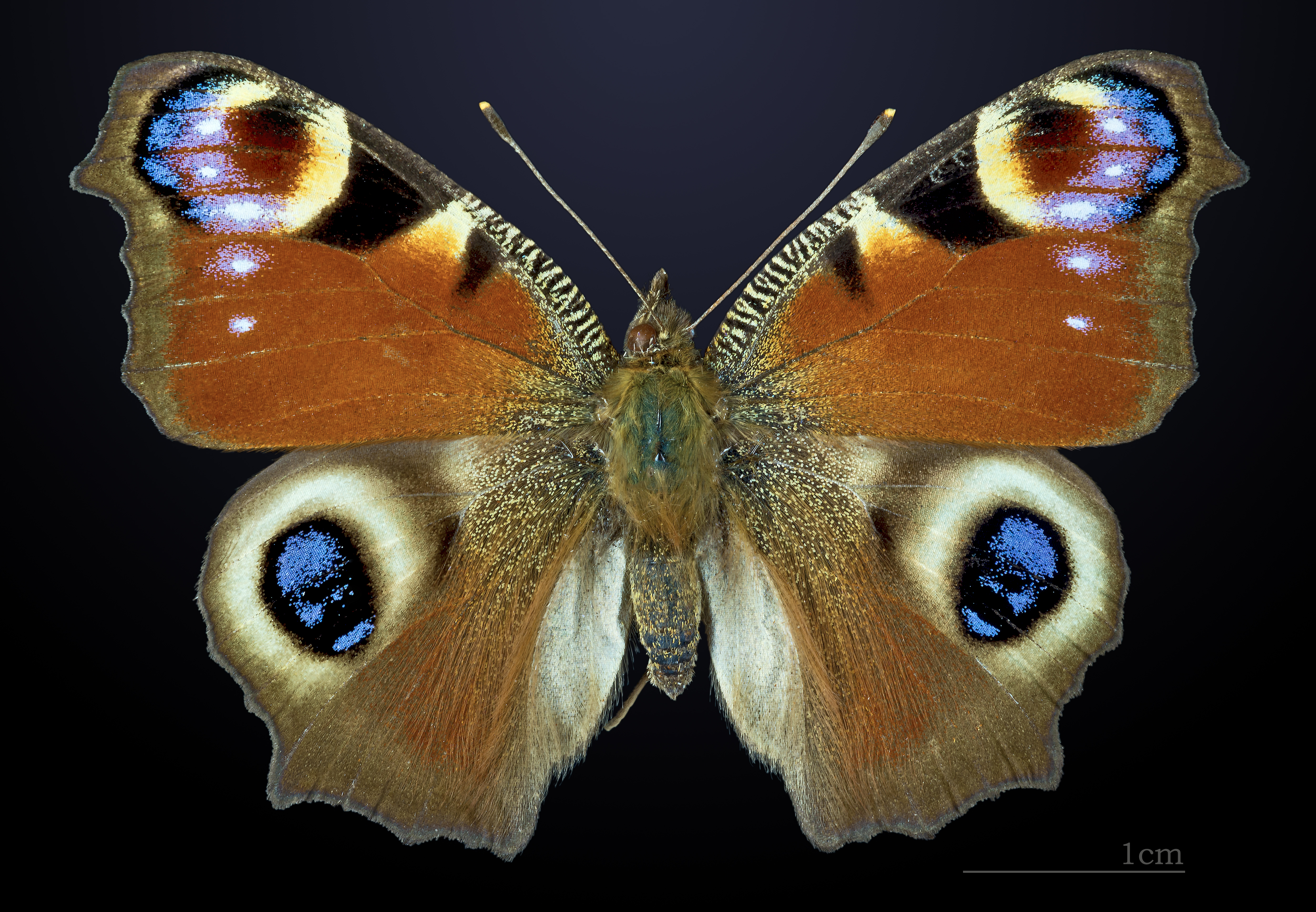
Nappali pávaszem
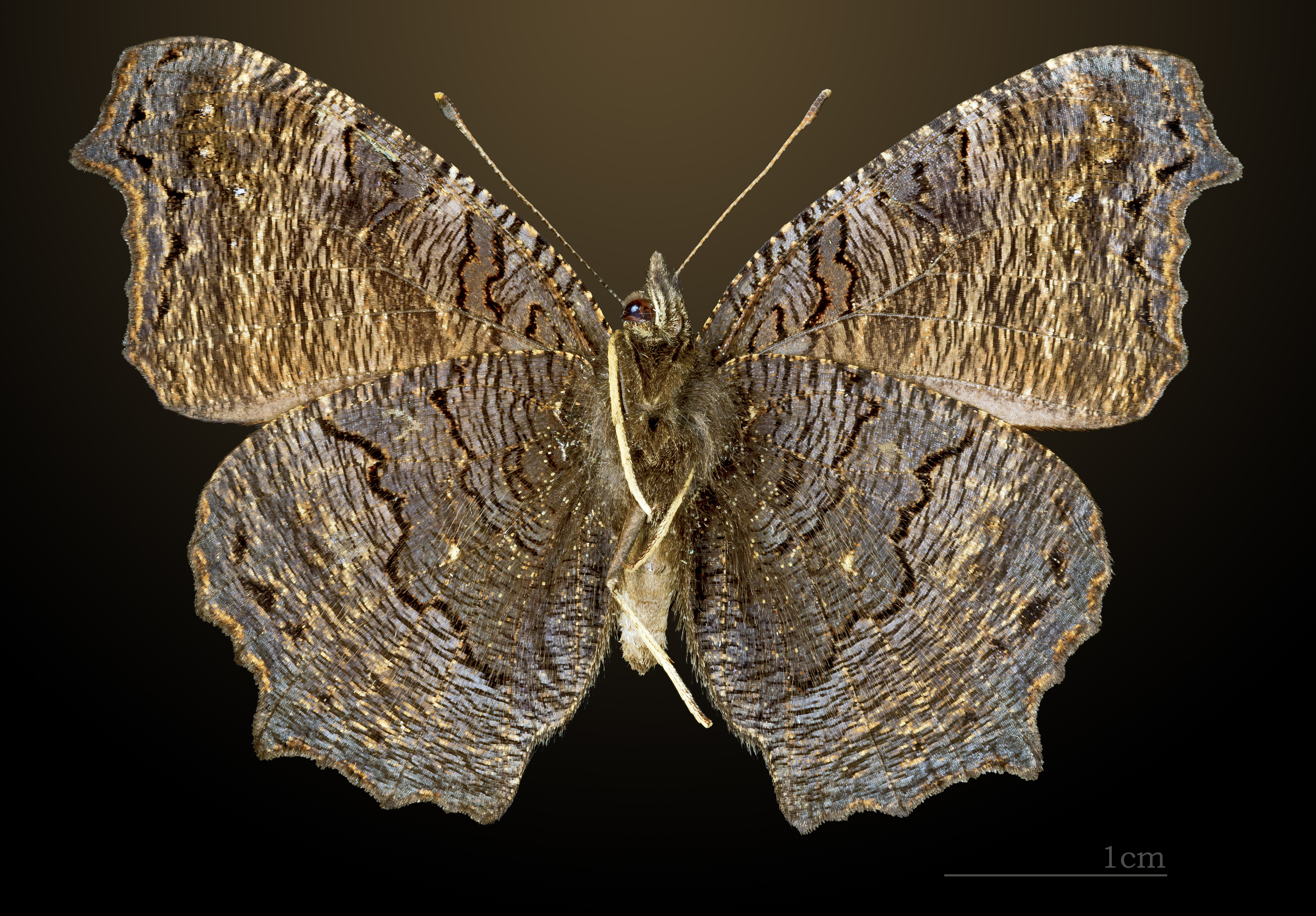
Nappali pávaszem

## Megjelenése, felépítése
A hím elülső szárnya mintegy 3 centiméter hosszú, a nőstényé többnyire valamivel nagyobb. Szárnyainak alapszíne különleges, vörösbarna árnyalatú bársonyos sötétbordó, némi irizálással és egy-egy nagy, színes szemfolttal, aminek magva kék színű. Emiatt más fajokkal összetéveszthetetlen. Szárnyainak széle csipkés-fogas. A szárnyak fonákja egyszínű fekete.

## Életmódja
Csaknem egész évben látni; Magyarországon rendszerint 2 nemzedékes. Gyakori a parkokban, kertekben (a városokban is), erdőszéleken és minden olyan, nyíltabb területen, ahol sok a virág. A hegyekben 2500 méterig hatol fel. Nem tartozik a vándorlepkék közé, de néhány példánya ősszel és tavasszal jelentős távolságokra elkóborol. Szívesen száll a bogáncs- és aszatfélék (Cirsium spp.) virágaira, de nagyon gyakran megfigyelhetjük más virágokon is. A kertekben igen kedveli a nyári orgonát (Buddleja davidii) és a bársonyvirágot (Tagetes spp.). Táplálkozás, illetve pihenés közben a szárnyait széttárja.
A lepkék barlangokban, padlásokon, odvas fákban, pincékben telelnek át csukott szárnyakkal, amik feketesége jól álcázza őket. Már kora tavasszal megjelennek – szárnyuk eddigre megkopik, és gyakran szakadozott is. A nőstény petéit általában csalánra (Urtica spp.) rakja. A hernyók társasan élnek, gyakran a csúcslevelekre szőtt közös szövedékben. Kb. 150 hernyó él együtt a bábozódásig, de egy-egy nagy csalánosban akár 100 fészekre is bukkanhatunk. Utolsó vedlésük előtt a hernyók szétszélednek, és védett helyre húzódnak bábozódni. Bábja úgynevezett zuhanóbáb: ez testének hátsó végét rögzíti úgy, hogy a feje szabadon lecsüng.

## Képek

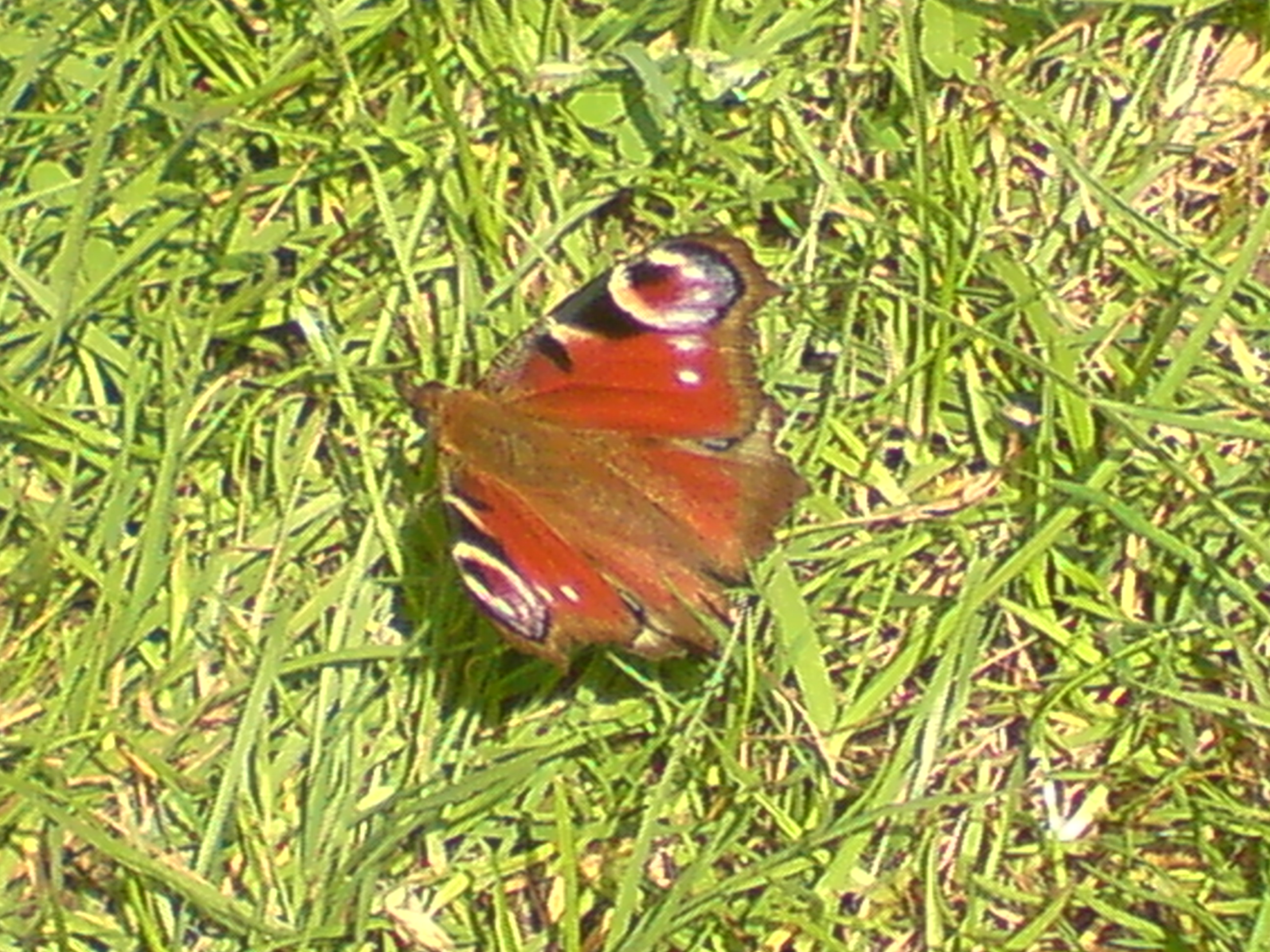
Nappali pávaszem leeresztett szárnnyal.
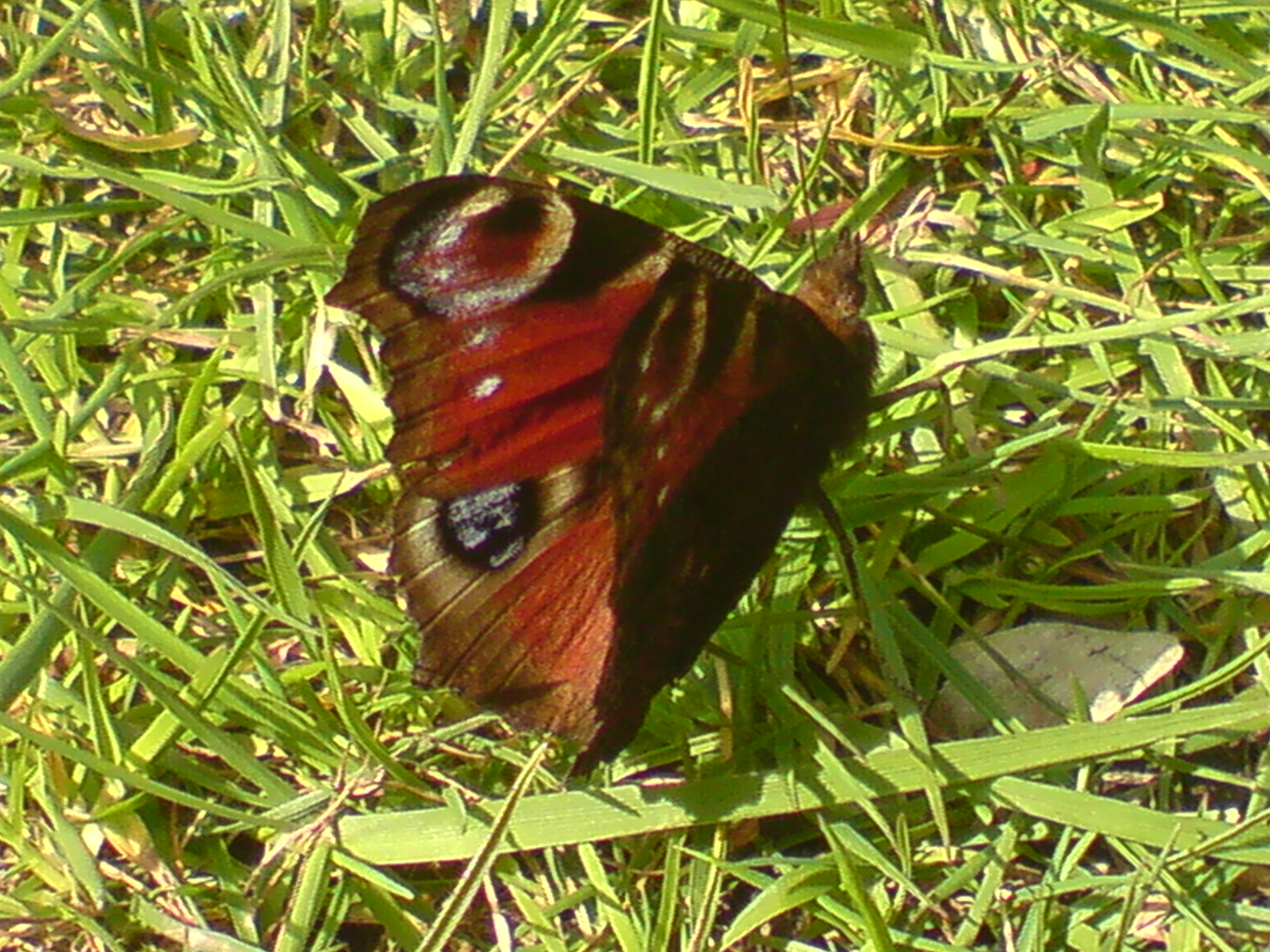
Nappali pávaszem felemelt szárnnyal.
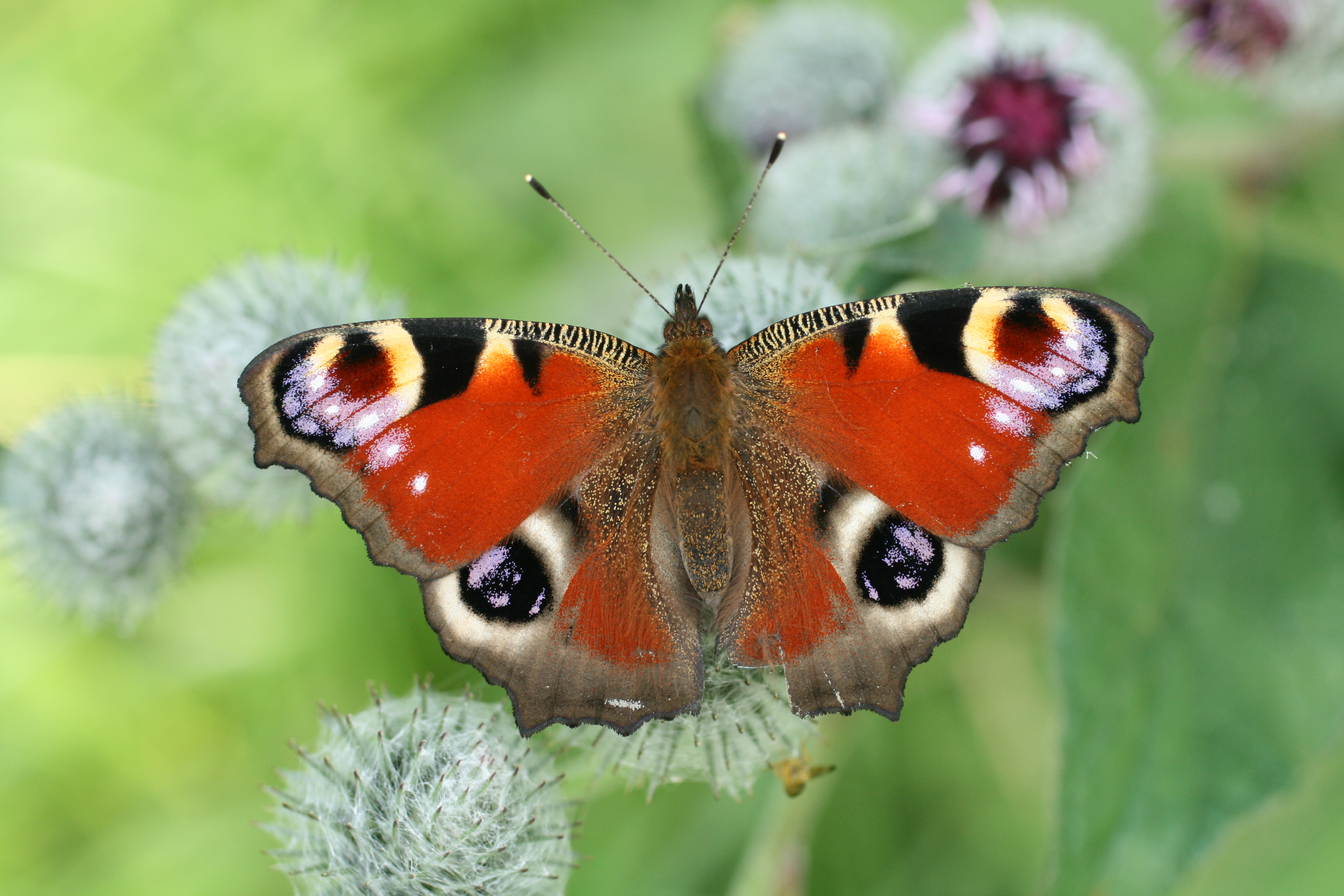
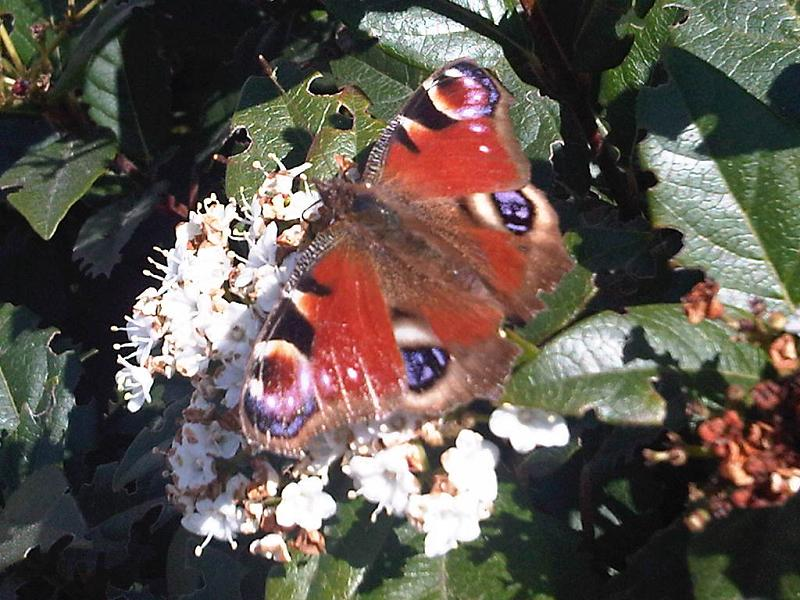